# Sörgården en Byn
Sörgården en Byn (deel van) (Zweeds: Sörgården och Byn (del av)) is een småort in de gemeente Härnösand in het landschap Ångermanland en de provincie Västernorrlands län in Zweden. Het småort heeft 52 inwoners (2005) en een oppervlakte van 12 hectare. Eigenlijk bestaat het småort uit twee plaatsjes: Sörgården en Byn. Byn hoort echt maar gedeeltelijk bij het småort. Het meer Gussjön ligt ten oosten van het småort.